# Ајурбарибада-кан
Ајурбарибада-кан или Ајурбарвада-кан (монг. Аюурбарбад; ср. монг. ᠠᠶᠤᠷᠪᠠᠷᠪᠠᠳᠠ; кин: 愛育黎拔力八達; пин: Ayurbarwada), познат и по храмовном имену Жен-цунг (кин: 仁宗; пин: Rénzōng; 9. април 1284, Канбалик — 1. март 1320, Канбалик), био је велики кан Монголске империје, односно цар Кине (1311—1320) из династије Јуан, огранка династије Борџигин.

## Порекло и власт
Био је син Дармабале, сина Зенјина и унука Кублај-кана, и Даги од Конграта. Његов политички успон почиње под Кајшан-каном, кога је и наследио на власти 1311. године. Као цар Кине узео је владарско име свог претходника Џ’-да (кин: 至大), да би га следеће године променио у Хуанг-ћинг (кин: 皇庆). Године 1314. узео је владарко име Јен-јоу (кин: 延佑) под којим је владао до краја владавине. Изузев спорадичних сукоба са чагатајским каном Есен-Буком, од 1314. до 1318. године, његову владавину обележио је период мира.

## Монголски мир
У знак признања невероватних промена у правцу мира и напретка на међународној сцени, западни научници су, много касније, XIV век назвали Pax Mongolica или Pax Tatarica. Ајурбарибада је био један од канова који је тражио начине да кроз мирну трговину и дипломатију стекне трговачке и дипломатске везе које није могао добити оружјем. Зато су одржаване живе дипломатске везе са Европом, где су у разне дипломатске мисије сада слати понизни свештеници, учењаци и амбасадори. Током његове владавине у Кини делују фрањевци предвођени пекиншким надбискупом Јованом од Монтекорвина, којима је папа 1318. године и званично доделио мисионарску делатност у северној Азији.
Вешти у сеоби мноштва људи и коришћењу нових технологија за ратне циљеве, Монголи су наставили са сличном праксом у време монголског мира. Луталачке принципе свог номадског друштва применили су на најконзервативније аспекте живота и културе. Монголска војска је између породица расподелила преводиоце, писаре, лекаре, астрономе и математичаре, исто као што је расподелила музичаре, куваре, златаре, акробате и сликаре. Власти су ове произвођаче знања поделиле као и све друге занатлије, стоку и другу робу и одаслале их караванима, или преко мора, у разне делове земље.

## Рат са Чагатајским канатом
Ајурбарибада је почетком владавине склопио савез са Илканатом, прекршивши споразум који је постигнут између четири јединице Монголског царства, 1304. године. Желећи да добије нове пашњаке, чагатајски кан Есен-Бука је почео да се спрема за напад на Кину, безуспешно покушавајући да придобије Златну хорду за савезника. Међутим, дошло је до издаје међу његовим редовима и Ајурбарибада је сазнао за припреме. У пролеће 1314. гарнизон Великог кана је тако тешко поразио Есен-буку да је био приморан да моли за мир. Упркос томе, Ајурбарибада је наредио да све трупе крену према Чагатајском канату, при чему су освојили град Хами.
У покушају да надокнади поразе на северу, Есен-бука је после 1315. године напао Илканат, где је однео победу на реци Мургаб, продрвши до Херата. У међувремену, војска Јуана је окупирала град Тараз и пашњаке око Исик Кула. Иако суочен са масовним дезертерством својих људи и упадом војске Јуана у срце свог каната, Есен-Бука је одбијао да се преда. До мира је дошло тек после његове смрти, 1318. године, када је власт преузео његов брат Кебек-кан, који је склопио повољан мир, изборивши се за егзистенцију каната и његово враћање у пређашње границе.

## Реформе
Током Ајурбарибадине владавине дошло је до велике реформе административног апарата у монголској Кини. Наиме, Велики кан је 1315. године вратио Царске испите, које је укинуо Кублај-кан. Међутим, реформисан систем Царских испита, заснован на подели и на четири класе: Монголе, не-Кинезе, северне и јужне Кинезе, није дао потребне резултате. Ова подела изазвала је јаз између између разних нација под династијом Јуан, додатно отуђивши Монголе од Кинеза. Док су не-Кинези и Монголи били повлашћени, северни, а нарочито јужни Кинези, нашли су се у лошем положају и потиснути из државних инститиуција. Незадовољство овим законом изазивало је побуне које су на крају довеле до пада династије Јуан.

## Смрт и наследнство
Дана 1. март 1320. Ајурбарибада је умро и на месту Великог кана и престолу Кине наследио га је син Шидебала, који је био престолонаследник од 1316. године. Чињеница да је Ајурбарибада прекршио споразум са Кајшаном, по којем га наслеђује његов син, изазвала је дуги сукоб, који је имао за последицу трајно слабљење династије Јуан. Сходно кинеској традицији, постхумно му је додељено име Цар Шенг-вен Ђин-сјао (кин: 聖文欽孝皇帝; пин: Shèngwén Qīnxiào huángdì).

## Породично стабло
|  |                                                 |  |  |  |  |  |  |  |  |  |  |  |  |  |  |  |
|  | 16. Толуј, регент Монголског царства            |  |  |  |  |  |  |  |  |  |  |  |  |  |  |  |
|  |                                                 |  |  |  |  |  |  |  |  |  |  |  |  |  |  |  |
|  |                                                 |  |  |  |  |  |  |  |  |  |  |  |  |  |  |  |
|  | 8. Кублај-кан, Велики кан                       |  |  |  |  |  |  |  |  |  |  |  |  |  |  |  |
|  |                                                 |  |  |  |  |  |  |  |  |  |  |  |  |  |  |  |
|  |                                                 |  |  |  |  |  |  |  |  |  |  |  |  |  |  |  |
|  | 17. Соркохтани Беки                             |  |  |  |  |  |  |  |  |  |  |  |  |  |  |  |
|  |                                                 |  |  |  |  |  |  |  |  |  |  |  |  |  |  |  |
|  |                                                 |  |  |  |  |  |  |  |  |  |  |  |  |  |  |  |
|  | 4. Зенјин, престолонаследник Монголског царства |  |  |  |  |  |  |  |  |  |  |  |  |  |  |  |
|  |                                                 |  |  |  |  |  |  |  |  |  |  |  |  |  |  |  |
|  |                                                 |  |  |  |  |  |  |  |  |  |  |  |  |  |  |  |
|  | 9. Чаби                                         |  |  |  |  |  |  |  |  |  |  |  |  |  |  |  |
|  |                                                 |  |  |  |  |  |  |  |  |  |  |  |  |  |  |  |
|  |                                                 |  |  |  |  |  |  |  |  |  |  |  |  |  |  |  |
|  | 2. Дармабала                                    |  |  |  |  |  |  |  |  |  |  |  |  |  |  |  |
|  |                                                 |  |  |  |  |  |  |  |  |  |  |  |  |  |  |  |
|  |                                                 |  |  |  |  |  |  |  |  |  |  |  |  |  |  |  |
|  | 5. Кокејин-катун                                |  |  |  |  |  |  |  |  |  |  |  |  |  |  |  |
|  |                                                 |  |  |  |  |  |  |  |  |  |  |  |  |  |  |  |
|  |                                                 |  |  |  |  |  |  |  |  |  |  |  |  |  |  |  |
|  | 1. Ајурбарибада-кан                             |  |  |  |  |  |  |  |  |  |  |  |  |  |  |  |
|  |                                                 |  |  |  |  |  |  |  |  |  |  |  |  |  |  |  |
|  |                                                 |  |  |  |  |  |  |  |  |  |  |  |  |  |  |  |
|  | 3. Даги од Конграта                             |  |  |  |  |  |  |  |  |  |  |  |  |  |  |  |
|  |                                                 |  |  |  |  |  |  |  |  |  |  |  |  |  |  |  |
|  |                                                 |  |  |  |  |  |  |  |  |  |  |  |  |  |  |  |